# 亞馬遜新熱脂鯉
亞馬遜新熱脂鯉，為輻鰭魚綱脂鯉目脂鯉亞目唇齒脂鯉科的其一種，分布於南美洲亞馬遜河及奧里諾科河流域，體長可達15.2公分，棲息在底中層水域，以無脊椎動物、有機碎屑為食，生活習性不明，可做為食用魚。